# Monsef Znagui
Monsef Znagui (30 januari 1991) is een Belgische voetballer die anno 2012 uitkomt voor RC Waregem. 
Op 2 februari 2011 maakte Monsef Znagui zijn debuut in de eerste klasse in de uitwedstrijd tegen KV Mechelen. De match eindigde in een 1-0-overwinning voor KV Mechelen.

## Statistieken
| Seizoen | Club        | Land   | Reeks          | Wed | Goals |
| ------- | ----------- | ------ | -------------- | --- | ----- |
| 2010/11 | KV Kortrijk | België | Jupiler League | 2   | 0     |
|         |             |        | Totaal         | 2   | 0     |